# Orkla Confectionery & Snacks Finland
Orkla Confectionery & Snacks Finland är ett norskägt finländskt livsmedelsföretag som säljer bland annat snacks och sötsaker. Det bildades genom en sammanslagning av Chips Ab och Oy Panda Ab och ingår i Orkla ASA. Snacks och frysvaror tillverkas på Åland av tidigare Chips Ab, och sötsaker tillverkas i Vaajakoski.

## Historik
År 1969 bildades Chips Ab på Åland av Knut Mattsson, Lars Mattson och Pehr-Olof Böckelman, som fick idén till att bilda företaget vid en resa till USA. De startade 1970 tillverkning i Haraldsby. År 1986 började bolaget tillverka frysta potatisprodukter under varumärket Oolannin, och 1987 köptes Fazer och De Danske Spritfabrikkers ut från bolaget. År 1989 köpte Chips Ab häften av OLW. År 2000 förvärvades Topp Livsmedelsprodukter AB. Norska Orkla köpte Chips Ab 2005.
Oy Panda Ab går tillbaka till 1920, då Centrallaget för Handelslagen i Finland (SOK) började tillverka choklad och lakrits. År 1952 skapades varumärket Panda, och 1961 namnändrades bolaget till Panda Chokladfabrik SOK Vaajakoski. 1995–2000 ägdes Panda av norska Rieber & Søn ASA. År 2005 tog Orkla över Panda. 
År 2013 sammanslogs Chips och Panda till Orkla Confectionery & Snacks Finland.